# Шюхтер, Вильгельм
Вильгельм Шюхтер (нем. Wilhelm Schüchter; 15 декабря 1911, Зигбург — 27 мая 1974, Дортмунд) — немецкий дирижёр.
Окончил Кёльнскую Высшую школу музыки по классам композиции (у Филиппа Ярнаха) и дирижирования (у Германа Абендрота). В 1937 году дебютировал в Кобургской опере, в сезоне 1940/41
работал в Вюрцбургской опере, на протяжении следующих двух лет был помощником Герберта фон Караяна в Ахенской опере, в сезоне 1943/44 возглавлял оркестр берлинского Театра на Ноллендорферплац. Наиболее продолжительной была работа Шюхтера в качестве второго дирижёра Симфонического оркестра Северогерманского радио (1945—1957) под началом Ханса Шмидта-Иссерштедта. Одновременно в 1953—1955 гг. Шюхтер руководил Филармоническим оркестром Северо-западной Германии. В 1959—1962 гг. он работал в Японии, возглавляя Симфонический оркестр NHK. Вернувшись в Германию, Шюхтер до конца жизни был генеральмузикдиректором Дортмунда.
Шюхтер оставил ряд записей, преимущественно оперных. В Гамбурге им были записаны «Манон» Массне (1950) и «Сельская честь» Масканьи (1954), в Мюнхене — «Оберон» Вебера (1963), в Западном Берлине — «Марта» Флотова, «Браконьер» и «Ундина» Лорцинга (все 1963).